# Bassa (Kamerun)
Die Bassa (auch genannt Basa, Basaa oder Bassa-Bakongo) sind eine Volksgruppe in Kamerun. Sie sind historisch an der südlichen Atlantikküste beheimatet.

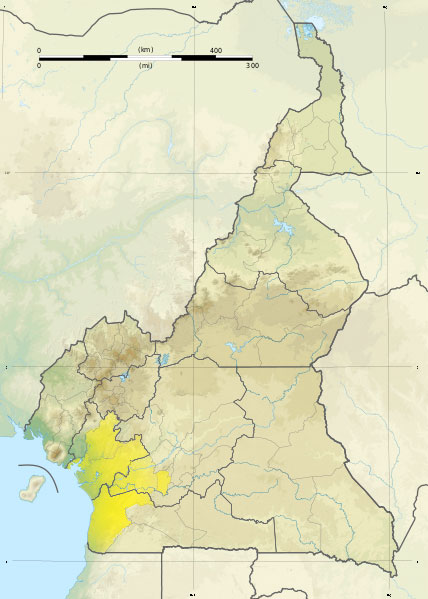
Siedlungsgebiete der Bassa

Dieses Volk, von dem es insgesamt 230.000 Angehörige in Kamerun gibt, ist ein Bantuvolk. Ihre Sprache ist das Bassa.

## Geschichte der Bassa
Über Jahrhunderte haben die Bassa entlang der Atlantikküste des heutigen Kameruns gelebt. Ihr Lebensunterhalt war die Fischerei und Subsistenzwirtschaft.
Sie wurden von den Douala und den frühen europäischen Händlern verdrängt und in der Zeit der deutschen Kolonialherrschaft auch ausgebeutet. Die Bassa haben mehrheitlich gegen die Kolonialisierung gekämpft. Ein Vorstoß ins Landesinnere wurde niedergeschlagen und sie wurden zum Frondienst beim Bau der Bahnstrecke Douala–Ngaoundéré gezwungen. Von den Kolonialmächten und den christlichen Missionaren haben sie die westliche Bildung übernommen. Sie spielten eine maßgebliche Rolle bei der Dekolonisation. Die Bassa-Bakongo Region war ein Zentrum von antikolonialem Nationalismus. Die Partei Union der Völker Kameruns wurde dort 1948 gegründet.

## Kulinarische Spezialitäten

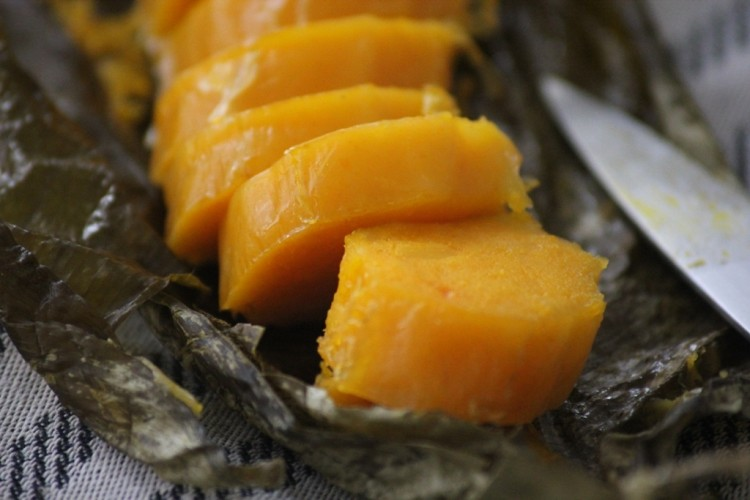
Mintumba

Die bekanntesten kamerunischen Gerichte, die auf das Bassa-Land zurückgehen, sind:
- Das bongo tjobi
- Der mintumba, aus dem Brot vom Maniok, wird aus malaxiertem und mit Palmöl, Salz und Piment vermischtem Maniok in Bananenblättern eingewickelt und verschnürt, gegart und zum Schluss serviert.
- Die meisten Kokosnussgerichte

## Musik
- Psalmodie bassa: Religiöse Lieder aus Kamerun. Chor der Bassa unter der Leitung von Abbé Aloys Lihan. Calig-Verlag, Freiburg 1966. Schallplatte 45/min; 17 cm
- Missa Bassa: Meßgesänge aus Kamerun. Chor der Bassa unter der Leitung von Abbé Aloys Llhan. Calig-Verlag, Freiburg 1966. Schallplatte 45/min; 17 cm

## Persönlichkeiten
- Achille Mbembe (* 1957), Historiker und Politikwissenschaftler
- Alice Nkom (* 1945), Rechtsanwältin und Menschenrechtlerin
- Samuel Eto’o (* 1981), Fußballspieler
- Joel Embiid (* 1994), Basketballer
- Werewere-Liking Gnepo (* 1950), Schriftstellerin
- Joseph-Antoine Bell (* 1954), Fußballspieler
- Marie-Claire Matip (* 1938), Autorin
- Roger Milla (* 1952), Fußballspieler
- Jean-Pierre Dikongué-Pipa (* 1940), Filmemacher